# UTF-16
UTF-16 (ang. 16-bit Unicode Transformation Format) – jeden ze sposobów kodowania znaków standardu Unicode. Sposób ten wymaga użycia szesnastobitowych słów, przy czym dla znaków na pozycjach poniżej U+10f (dziesiętnie 65536), a dokładnie w zakresach od U+0000 do U+D7FF i U+E000 do U+FFFF, używane jest jedno słowo, którego wartość odpowiada dokładnie pozycji znaku w standardzie.
W systemach Windows kodowanie to jest najczęściej używane do wewnętrznego przechowywania komunikatów Unicode.

## Kodowanie na 4 bajtach
Dla znaków z wyższych pozycji używa się dwóch słów, pierwsze z nich należy do przedziału od U+D800 do U+DBFF, drugie natomiast od U+DC00 do U+DFFF. Oznacza to, iż znaki z zakresu od U+10000 do U+10FFFF kodowane są w następujący sposób:
- od numeru znaku odejmowane jest 0x10000, tak aby pozostała 20-bitowa liczba z zakresu od 0 do 0xFFFFF;
- wartość tworzona przez najstarsze 10 bitów tej liczby jest dodawana do 0xD800 i otrzymuje się bardziej znaczące 16-bitowe słowo z zakresu od 0xD800 do 0xDBFF;
- pozostałe 10 młodszych bitów jest dodawane do 0xDC00, co daje mniej znaczące 16-bitowe słowo z zakresu od 0xDC00 do 0xDFFF.

Kodowanie to przedstawia poniższa tabela:
| KOD  | DC00   | DC01   | … | DFFF   |
| D800 | 010000 | 010001 | … | 0103FF |
| D801 | 010400 | 010401 | … | 0107FF |
| ⋮    | ⋮      | ⋮      | ⋱ | ⋮      |
| DBFF | 10FC00 | 10FC01 | … | 10FFFF |

Na przykład znak o kodzie U+10000 zostanie zamieniony na sekwencję 0xD800 0xDC00, zaś znak o kodzie 0x10FFFF (górna granica unikodu) na 0xDBFF 0xDFFF. W standardzie Unicode pozycjom z przedziału od U+D800 do U+DFFF nie są przypisane żadne znaki, zatem każda sekwencja słów kodowych jest interpretowana jednoznacznie.

## Przykład
1. Odjęcie 0x10000 od 0x10437 daje w wyniku 0x00437, czyli binarnie 0000 0000 0100 0011 0111.
2. Rozdzielenie powstałego ciągu 20 bitów na dwie grupy, po 10 bitów każda 0000000001 0000110111.
3. Dodanie 0xD800 do pierwszej wartości: 0xD800 + 0x0001 = 0xD801.
4. Dodanie 0xDC00 do drugiej wartości: 0xDC00 + 0x0037 = 0xDC37.
5. W ten sposób rezultatem są cztery bajty w postaci D8 01 DC 37.

Poniższa tabela pozwala zrozumieć sposób kodowana różnej długości numerów kodowych Unicode w UTF-16. Dodatkowe bity dodane przez kodowanie pokazane są na czarno
| Unicode | Unicode | Unicode binarnie       | UTF-16 binarnie                     | UTF-16 szesnastkowo | UTF-16 dla Big-endian | UTF-16 dla Little-endian |
| ------- | ------- | ---------------------- | ----------------------------------- | ------------------- | --------------------- | ------------------------ |
| $       | U+0024  | 00000000 00100100      | 00000000 00100100                   | 0024                | 00 24                 | 24 00                    |
| €       | U+20AC  | 00100000 10101100      | 00100000 10101100                   | 20AC                | 20 AC                 | AC 20                    |
| 𐐷       | U+10437 | 0001 00000100 00110111 | 11011000 00000001 11011100 00110111 | D801 DC37           | D8 01 DC 37           | 01 D8 37 DC              |
| 𤭢      | U+24B62 | 0010 01001011 01100010 | 11011000 01010010 11011111 01100010 | D852 DF62           | D8 52 DF 62           | 52 D8 62 DF              |